# Shimrit Gigi
Shimrit Rachel Gigi (in ebraico שמרית גיגי‎?; Ramat Gan, 9 febbraio 1980) è un'ex cestista israeliana.

## Carriera
Con Israele ha disputato i Campionati europei del 2009.